# Райкузи
Райкузи (рос. Райкузи) — присілок у Ломоносовському районі Ленінградської області Російської Федерації.
Населення становить 243 особи. Належить до муніципального утворення Горбунковське сільське поселення.

## Географія
Населений пункт розташований на західній околиці міста Санкт-Петербурга.

## Історія
Населений пункт розташований на історичній землі Іжорія.
Згідно із законом від 24 грудня 2004 року № 117-оз належить до муніципального утворення Горбунковське сільське поселення.

## Населення
| 1838 | 1848 | 1862 | 1997 | 2007 | 2010 | 2012 |
| ---- | ---- | ---- | ---- | ---- | ---- | ---- |
| 143  | ↘142 | ↗248 | ↘93  | ↗182 | ↗266 | ↘212 |
| 2015 |      |      |      |      |      |      |
| ↗243 |      |      |      |      |      |      |